# Плагіобріум Зайра
Плагіобріум Зайра (Plagiobryum zieri) — вид мохів порядку головмохальних (Bryales).

## Поширення
Батьківщиною є Європа, Африка, Північна Америка, Азія.
Населяє виступи, ущелини вологих або мокрих скель, поблизу водоспадів, субстрати, включаючи базальт, сланці, вапняк; від низьких до високих (0–3000 метрів).

## Характеристика
Рослини 0.8–2.5 см, білувато- чи сріблясто-зелені, зазвичай з рожевим відтінком. Стебла 0.3–2 см. Листки від широко-яйцеподібних до майже круглих, увігнуті, 0.7–1.3 × 0.4–0.8 мм; краї плоскі; верхівка гостра. Коробочки від горизонтальних до пониклих, 4–14 мм. Спори відокремлюються при зрілості, 28–40 мкм, коричневі, жовтувато-коричневі чи зеленувато-коричневі.